# Азартні ігри в Південній Кореї
Азартні ігри в Південній Кореї є суворо регламентованими державою. Наземні казино дозволені для відвідування виключно іноземцям, при цьому лише невелика частка азартних ігор є легальними для участи самих жителів країни.
В Південній Кореї діють 23 наземних казино, лише в одному з них дозволено грати самим жителям країни.

## Легальність та історія
Серед дозволених видів азартних ігор, в яких можуть брати участь жителі Кореї: лотерея, кінні перегони, перегони на човнах та ставки на велосипедний спорт. Звичні наземні казино для корейців є суворо забороненими, за відвідування подібного закладу порушникам загрожує до трьох років позбавлення волі, при цьому туристи можуть відвідувати казино. При цьому, єдиним виключенням є казино в Канвоні (за 80 км від Пхьончхану), де можуть грати жителі Кореї. Казино розташовано на півночі країни, вдалині від основних міст близ гірськолижних курортів.
Окрім того, будь-який житель країни, який відвідає казино за кордоном, також порушить закон, і відповідатиме перед судом після повернення до країни.
Як стверджує дослідження Корейського центру дослідження проблем азартних ігор, в середньому корейці у два-три рази частіше схильні до лудоманії, ніж представники будь-якої іншої національності. Також ця проблема стосується корейських підлітків, які мають проблеми з азартними іграми.
Протягом 2015-2020 років кількість проблемних гравців віком до 20 років, що звернулися по психологічну допомогу, збільшилось в 14 разів. Згідно статистики, найпопулярнішими серед підлітків є ставки на спорт, ними захоплюється 60 % неповнолітніх гравців. З огляду на це, Міністерство освіти звернулося до парламенту з проханням знайти шляхи вирішення питання.
Аналогічна ситуація з онлайн-казино: вони також є суворо забороненими, а державні служби слідкують за їхнім своєчасним блокуванням. За даними Корейської служби розвідки, КНДР має кілька сайтів з онлайн-казино, націленими на Південну Корею, КНР та Малайзію, їхньою основною задачею є отримання грошей для північнокорейського режиму.
При цьому в Кореї діють кілька великих міжнародних онлайн-платформ, які формально не є забороненими, але й не є дозволеними, більшість гравців бере участь в іграх на них через VPN.

## Лотереї
Через заборони на казино та невеликий вибір азартних ігор, лотереї є дуже популярними в країні. Місцевою лотереєю керує Комісія з лотерей під керівництвом Міністерства економіки та фінансів Південної Кореї.
2011 року в Південній Кореї з'явилась «лотерея пенсійного типу», що у разі перемоги видає переможцю фіксовану суму протягом періоду від 10 до 20 років. 2012 року ця лотерея стала надзвичайно популярною, продажі сягнули 100 млрд вон (~86 млн $), та з часом об'єми продажів знижувалися. Але 2017 року продаж подібних лотерейний білетів виріс на 68,2 %. У квітні 2020-го щомісячний приз такої лотереї був збільшений з 4300 до 6000 $.
Згідно звітів комісії, 2017 року продаж лотереї виріс на 17,7 %, а лише за першу половину 2020-го року було продано лотерей на 2,2 млрд $, що на 11 % більше за аналогічний період 2019-го.
За січень-червень 2020 року загальний прибуток від продажу лотерей склав 2,6 трлн вон, що на 11 % більше того ж періоду 2019-го. Отримані від лотереї гроші йдуть до фонду лотереї, що підтримує сім'ї з низьким доходом, а також програми соціального забезпечення. Це 15-річний рекорд прибутків від лотереї.